# István Katona (Bischof)

Wappen von István Katona

István Katona (* 3. Oktober 1928 in Nagykáta) ist ein ungarischer römisch-katholischer Geistlicher und emeritierter Weihbischof in Eger.

## Leben
István Katona empfing am 7. Juni 1953 die Priesterweihe für das Bistum Vác. Papst Johannes Paul II. ernannte ihn am 3. November 1989 zum Weihbischof in Vác und Titularbischof von Brixellum.
Der Erzbischof von Esztergom László Kardinal Paskai OFM weihte ihn am 9. Dezember desselben Jahres zum Bischof; Mitkonsekratoren waren Izidor István Marosi, Bischof von Vác und Endre Gyulay, Bischof von Szeged-Csanád.
Am 10. Oktober 1997 wurde er zum Weihbischof in Eger ernannt.
Am 25. November 2013 nahm Papst Franziskus seinen altersbedingten Rücktritt an.